# Flaignes-Havys
 Flaignes-Havys  là một xã ở tỉnh Ardennes, thuộc vùng Grand Est ở phía bắc nước Pháp.